# Cyrtocrinina
De Cyrtocrinina vormen een onderorde van de zeelelies (Crinoidea) in de orde Cyrtocrinida.

## Familie
- Sclerocrinidae Jaekel, 1918